# Маунт-Гоуп (Канзас)
Маунт-Гоуп (англ. Mount Hope) — місто (англ. city) в США, в окрузі Седжвік штату Канзас. Населення — 806 осіб (2020).

## Географія
Маунт-Гоуп розташований за координатами 37°52′22″ пн. ш. 97°39′14″ зх. д. / 37.87278° пн. ш. 97.65389° зх. д. (37.872642, -97.654011).  За даними Бюро перепису населення США в 2010 році місто мало площу 3,81 км², з яких 3,75 км² — суходіл та 0,06 км² — водойми.

## Демографія
Згідно з переписом 2010 року, у місті мешкало 813 осіб у 313 домогосподарствах у складі 206 родин. Густота населення становила 213 особи/км².  Було 348 помешкань (91/км²).
Расовий склад населення:
| - 94,1 % — білих - 1,4 % — корінних американців - 0,4 % — чорних або афроамериканців - 0,2 % — азіатів - 2,1 % — осіб інших рас |

До двох чи більше рас належало 1,8 %. Частка іспаномовних становила 4,7 % від усіх жителів.
За віковим діапазоном населення розподілялося таким чином: 23,4 % — особи молодші 18 років, 57,0 % — особи у віці 18—64 років, 19,6 % — особи у віці 65 років та старші. Медіана віку мешканця становила 43,8 року. На 100 осіб жіночої статі у місті припадало 85,6 чоловіків;  на 100 жінок у віці від 18 років та старших — 84,9 чоловіків також старших 18 років.
Середній дохід на одне домашнє господарство  становив 60 527 доларів США (медіана — 51 250), а середній дохід на одну сім'ю — 79 740 доларів (медіана — 76 250). Медіана доходів становила 60 000 доларів для чоловіків та 35 441 долар для жінок. За межею бідності перебувало 11,5 % осіб, у тому числі 26,4 % дітей у віці до 18 років та 3,4 % осіб у віці 65 років та старших.
Цивільне працевлаштоване населення становило 374 особи. Основні галузі зайнятості: освіта, охорона здоров'я та соціальна допомога — 26,5 %, виробництво — 18,2 %, роздрібна торгівля — 10,7 %, будівництво — 8,3 %.